# Vărbitsa (vattendrag)
Vărbitsa (bulgariska: Върбица) är ett vattendrag i Bulgarien. Det ligger i den södra delen av landet, 210 km sydost om huvudstaden Sofia.